# Старо-Селиште
Старо-Селиште (болг. Старо селище) — село в Болгарии. Находится в Разградской области, входит в общину Исперих. Население составляет 344 человека.

## Политическая ситуация
В местном кметстве Старо-Селиште, в состав которого входит Старо-Селиште, должность кмета (старосты) исполняет Хатидже  Вели Яхова (коалиция в составе 3 партий: Демократы за сильную Болгарию (ДСБ), Земледельческий народный союз (ЗНС), Всички за Исперих, СЪЮЗ НА ДЕМОКРАТИЧНИТЕ СИЛИ) по результатам выборов правления кметства.
Кмет (мэр) общины Исперих — Адил Ахмед Решидов (Движение за права и свободы (ДПС)) по результатам выборов в правление общины.